# Cătălin Hâldan
Cătălin George Hâldan (* 3. Februar 1976 in Bukarest; † 5. Oktober 2000 in Oltenița, Kreis Călărași) war ein rumänischer Fußballspieler. Er absolvierte insgesamt 138 Spiele in der Divizia A. Außerdem war er im Aufgebot Rumäniens bei der Fußball-Europameisterschaft 2000.

## Karriere

### Verein
Cătălin Hâldan begann 1986 im Alter von 10 Jahren bei Dinamo Bukarest mit dem Fußballspielen. Dort durchlief er die Jugendteams sämtlicher Altersklassen und wurde mehrfach rumänischer Meister. Mit 18 Jahren debütierte er am 2. Oktober 1994 für Dinamo bei der Niederlage gegen Steaua Bukarest in der Divizia A. Im Laufe derselben Saison wurde er an den Drittligisten Oțelul Târgoviște ausgeliehen, mit dem er ein Jahr später in die Divizia B aufstieg. Hâldan kehrte unmittelbar danach zu Dinamo Bukarest zurück, wo er in den Folgejahren häufig die Kapitänsbinde trug. Im Jahr 2000 führte er Dinamo zum Double: der Verein wurde rumänischer Meister und Pokalsieger.
Hâldan bestritt insgesamt 7 Europapokalspiele, alle für Dinamo Bukarest.

### Nationalmannschaft
Hâldan absolvierte 8 Einsätze für die rumänische Fußballnationalmannschaft und erzielte dabei ein Tor. Sein erster Einsatz war am 3. März 1999 gegen Estland. Er wurde von Nationaltrainer Emerich Jenei für die Fußball-Europameisterschaft 2000 nominiert, kam jedoch in keinem einzigen Spiel zum Einsatz.
Hâldan hat zudem 16 Länderspiele in der rumänischen U21-Nationalmannschaft aufzuweisen.

## Tod
Cătălin Hâldan brach am 5. Oktober 2000 in der 72. Spielminute des Freundschaftsspiels von Dinamo Bukarest bei Navol Oltenița auf dem Spielfeld zusammen. Er verstarb kurze Zeit später im Krankenhaus, wo ein Herzanfall diagnostiziert worden war. Ihm zu Ehren trägt eine der Tribünen des Dinamo-Stadions seither seinen Namen.

## Erfolge
- EM-Teilnehmer: 2000 (Ersatzspieler)
- Rumänischer Meister: 2000
- Rumänischer Pokalsieger: 2000